# 16e corps d'armée (Allemagne)
Pour les articles homonymes, voir 16e corps d'armée.
Le 16e corps d'armée (en allemand : XVI. Armeekorps) était un corps d'armée de l'armée de terre allemande, la Heer, au sein de la Wehrmacht pendant la Seconde Guerre mondiale.

## Hiérarchie des unités
| Nom          | Nbre d'hommes       | Unités subalternes                | Grade de commandement                 |
| ------------ | ------------------- | --------------------------------- | ------------------------------------- |
| Heeresgruppe | + 300 000           | 2 à + Armeen (Armées)             | Generaloberst ou Generalfeldmarschall |
| Armee        | + 100 000 - 300 000 | 2 à + Armeekorps (Corps d'armées) | General ou Generaloberst              |
| Armeekorps   | + 30 000 - 80 000   | 2 à + Divisionen (Division)       | Generalleutnant ou General            |
| Division     | + 10 000 – 20 000   | 2 à 6 Brigaden (Brigade)          | Generalmajor ou Generalleutnant       |
| Brigade      | + 3 000 – 5 000     | jusqu'à 3 Regimentern (Régiment)  | Oberst ou Generalmajor                |

## Historique
Le XVI. Armeekorps (motorisiert) est formé le 4 février 1938 à Berlin  dans le Wehrkreis III.
Il prend part à l'occupation des Sudètes en Tchécoslovaquie en octobre 1938. Le 17 février 1941, l'état-major est renommé Panzergruppe 4.
Il est reformé à nouveau en juillet 1944 dans l'Heeresgruppe Nord sous le nom de Generalkommando z.b.V. Kleffel avec son état-major venant de la 258. Sicherungs-Division. Le 20 octobre 1944, il est renommé Generalkommando XVI. Armeekorps.

## Organisation

### Commandants successifs
| Date                               | Grade                  | Commandant              |
| ---------------------------------- | ---------------------- | ----------------------- |
| 4 février 1938 - 24 novembre 1938  | Generalleutnant        | Heinz Guderian          |
| 24 novembre 1938 - 17 février 1941 | Generaloberst          | Erich Hoepner           |
|                                    | Reformation 1944       |                         |
| Juillet 1944 - 20 octobre 1944     | General der Kavallerie | Philipp Kleffel         |
| 20 octobre 1944 - 20 novembre 1944 | Generalleutnant        | Horst von Mellenthin    |
| 20 novembre 1944 - Décembre 1944   | General der Kavallerie | Philipp Kleffel         |
| Décembre 1944 - 15 mars 1945       | General der Infanterie | Ernst-Anton von Krosigk |
| Mars 1945 - 8 mai 1945             | Generalleutnant        | Gottfried Weber         |

### Chef des Generalstabes
| Date                            | Grade               | Commandant                |
| ------------------------------- | ------------------- | ------------------------- |
| 4 février 1938 - 1er mai 1939   | Generalmajor i.G.   | Friedrich Paulus          |
| 1er août 1939 - 1er mars 1940   | Oberst i.G.         | Ferdinand Heim            |
| 1er mars 1940 - 17 février 1941 | Oberst i.G.         | Walter Chales de Beaulieu |
|                                 | Reformation 1944    |                           |
| 10 décembre 1944 - ? 1945       | Oberst i.G.         | Brandstätter              |
| ? 1945 - ? 1945                 | Oberstleutnant i.G. | Freiherr von Finck        |

### 1. Generalstabsoffizier (Ia)
| Date                              | Grade               | Commandant                |
| --------------------------------- | ------------------- | ------------------------- |
| 1er avril 1938 - 10 novembre 1938 | Oberst i.G.         | Johannes Baeßler          |
| 10 novembre 1938 - 1er août 1939  | Oberstleutnant i.G. | Ferdinand Heim            |
| ? 1939 - 1er mars 1940            | Oberstleutnant i.G. | Walter Chales de Beaulieu |
| 1er mars 1940 - Août 1940         | Oberstleutnant i.G. | Ulrich Bürker             |
| Août 1940 - 17 février 1941       | Oberstleutnant i.G. | Joachim von Schön-Angerer |
|                                   | Reformation 1944    |                           |
| 10 décembre 1944 - ? 1945         | Major i.G.          | Hildebrandt               |
| ? 1945 - ? 1945                   | Major i.G.          | Horst-Werner Leiste       |
| Mai 1945                          | Major i.G.          | Cramer                    |

## Théâtres d'opérations
- Pologne : Septembre 1939 - Mai 1940
- Belgique et nord de la France : Mai 1940 - Février 1941
- Nord de la Russie : Juillet 1944
- Lettonie (Courlande) :Janvier 1945 - Février 1945

## Ordre de batailles

### Rattachement d'Armées
| Date      | Armée            | Groupe d'Armées      |
| --------- | ---------------- | -------------------- |
| 1939      |                  |                      |
| Septembre | 10. Armee        | Heeresgruppe Süd     |
| Décembre  | 6. Armee         | Heeresgruppe B       |
| 1940      |                  |                      |
| Janvier   | 6. Armee         | Heeresgruppe B       |
| Mai       | z. Vfg.          | Heeresgruppe B       |
| Juillet   | z. Vfg.          | BdE                  |
| Septembre | 18. Armee        | Heeresgruppe B       |
| 1941      |                  |                      |
| Janvier   | 18. Armee        | Heeresgruppe B       |
|           | Reformation 1944 |                      |
| 1944      |                  |                      |
| Juillet   | 16. Armee        | Heeresgruppe Nord    |
| 1945      |                  |                      |
| Janvier   | 16. Armee        | Heeresgruppe Nord    |
| Février   | 16. Armee        | Heeresgruppe Kurland |

### Unités subordonnées

#### Unités organiques
- Arko 30
- Korps-Nachrichten-Abteilung 62
- Korps-Nachschubtruppen 473

#### Unités rattachées
1er septembre 1939
- 1. Panzer-Division
- 3. Panzer-Division
- 14. Infanterie-Division
- 31. Infanterie-Division

27 novembre 1939
- 7. Infanterie-Division
- 31. Infanterie-Division
- 14. Infanterie-Division
- 3. Panzer-Division

1er décembre 1939
- 7. Infanterie-Division
- 31. Infanterie-Division
- 14. Infanterie-Division

15 avril 1940
- 3. Panzer-Division

8 juin 1940
- 3. Panzer-Division
- 33. Infanterie-Division
- 4. Panzer-Division
- 4. Infanterie-Division
- SS-Verfügungstruppe
- SS-Regiment "Adolf Hitler"

1er janvier 1941
- 6. Panzer-Division
- 1. Panzer-Division

Reformation 1944
16 septembre 1944
- 81. Infanterie-Division
- 93. Infanterie-Division

1er mars 1945
- 21. Luftwaffen-Feld-Division
- 81. Infanterie-Division
- Division z.b.V. 300

## Sources
- XVI. Armeekorps sur Lexikon-der-wehrmacht.de